# Salix yanbianica
Salix yanbianica — вид квіткових рослин із родини вербових (Salicaceae).

## Морфологічна характеристика
Це кущ; кора сіра. Гілочки жовтувато-зелені, голі; молоді гілки буруваті, дещо запушені. Листкова ніжка 2–3 мм, запушена; листкова пластинка ланцетна чи зворотноланцетна, 3–6 × 0.7–1 см, на пагонах 6–8 × 1–1.5 см, абаксіально (низ) зеленувата, спочатку ворсиста, потім ± гола, адаксіально (верх) зелена, край густо-залозисто-пилчастий, верхівка тупа або коротко загострена. Чоловіча сережка 20–30 × ≈ 7 мм. Чоловіча квітка: тичинок 2; пиляки червоні або в проксимальній частині сережки жовті. Жіноча сережка 10–30 × ≈ 5 мм. Жіноча квітка: зав'язь яйцювата, густо-біла, повстяна, майже сидяча. Коробочка коричнева, запушена.

## Середовище проживання
Східний Цзілінь. Населяє сонячні, відкриті місця біля річок; на висотах 100–800 метрів.